# Södertörns högskolebibliotek

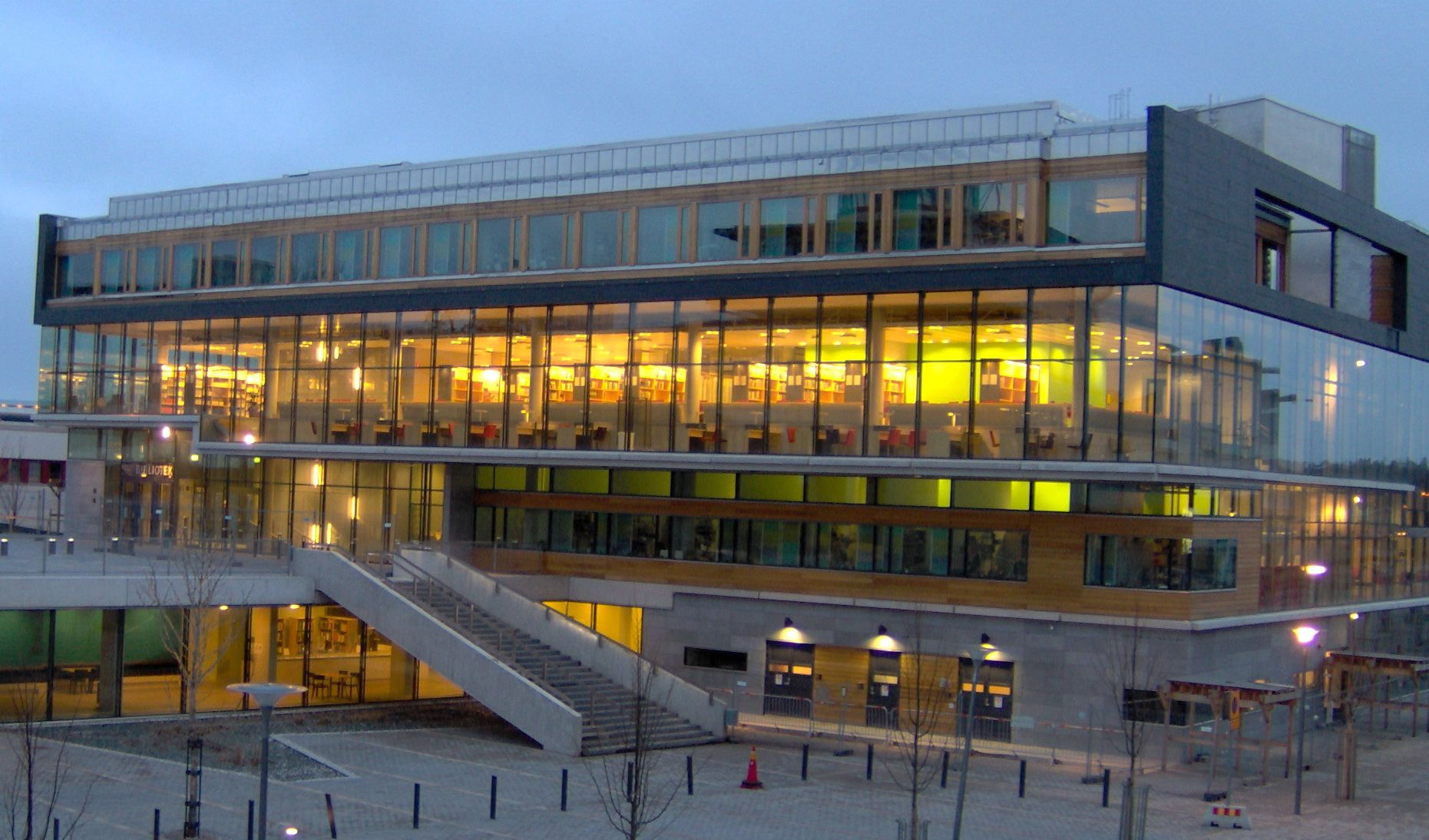
Södertörns högskolebibliotek.

Södertörns högskolebibliotek är ett universitetsbibliotek och en del av Södertörns högskola. Biblioteket ansvarar för stöd åt studenter och personal vid Södertörns högskola, Röda Korsets Högskola och Stockholms Musikpedagogiska Institut samt är ett offentligt bibliotek, öppet för allmänheten.
Biblioteket är sedan 2004 inhyst i en större byggnad i Flemingsberg, Huddinge kommun i anslutning till den övriga högskolan.

## Historik
Södertörns högskolebibliotek grundlades i samband med att Södertörns högskola startades 1996. Verksamheten byggdes upp av Louise Brunes, som var bibliotekschef 1996-2008. När högskolan startades bedrevs verksamhet på flera olika platser i Huddinge, Södertälje och Haninge. Biblioteket har därför under olika perioder varit haft filialer utanför Campus Flemingsberg. Det har funnits totalt tre filialer: Fittja gård, Campus Telge och Campus Haninge, men det har aldrig varit fler än två  filialer  samtidigt.  Sedan  sommaren  2008  är  verksamheten samlad i Flemingsberg.

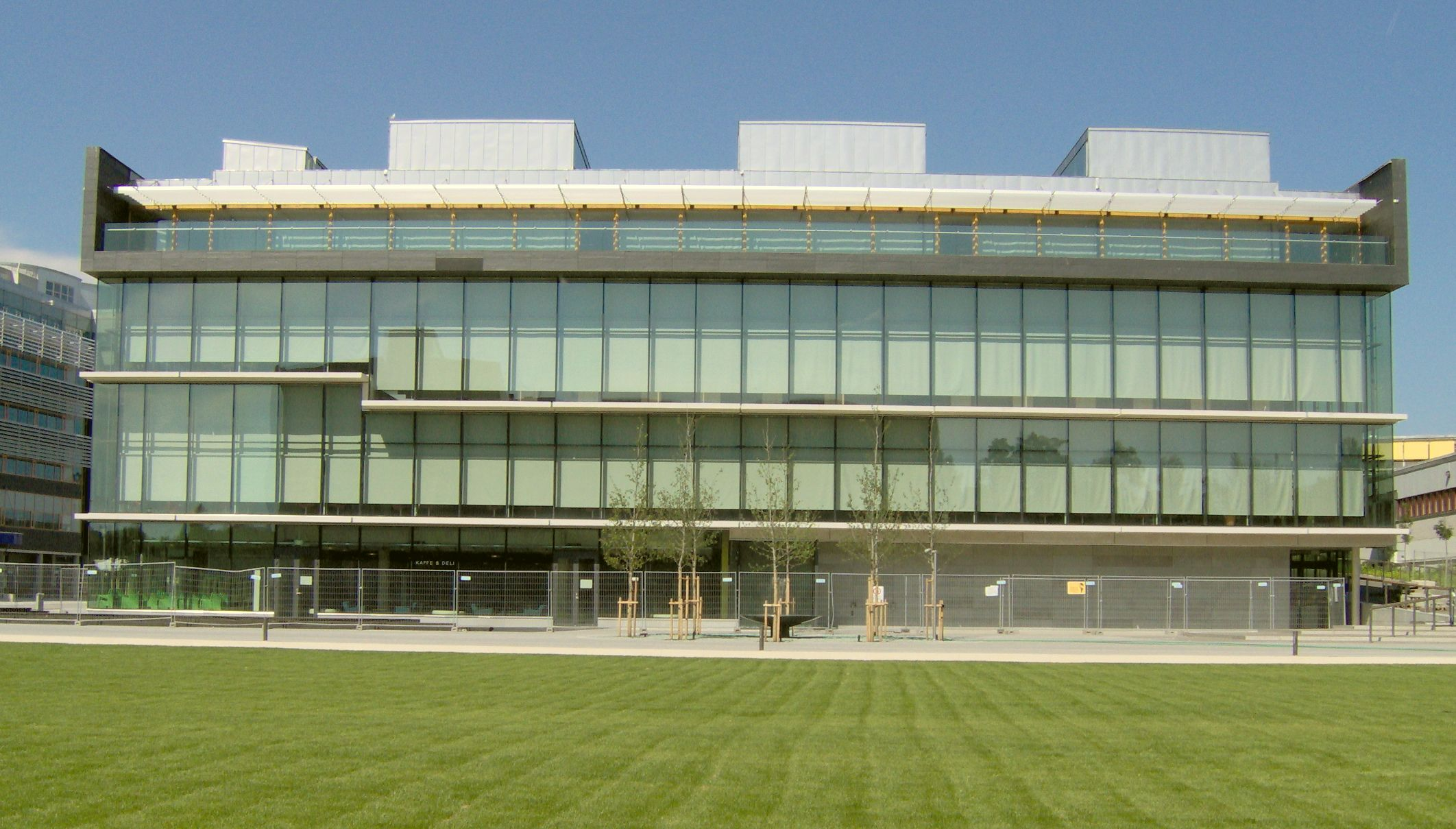
Södertörns högskolebibliotek.

Bibliotekets nuvarande byggnad uppfördes 2004. Det är ritat av Christer Malmström vid Malmström & Edströms arkitektkontor. Byggnaden vann samma år Kasper Salinpriset (delat med Världskulturmuseet).

## Samlingar

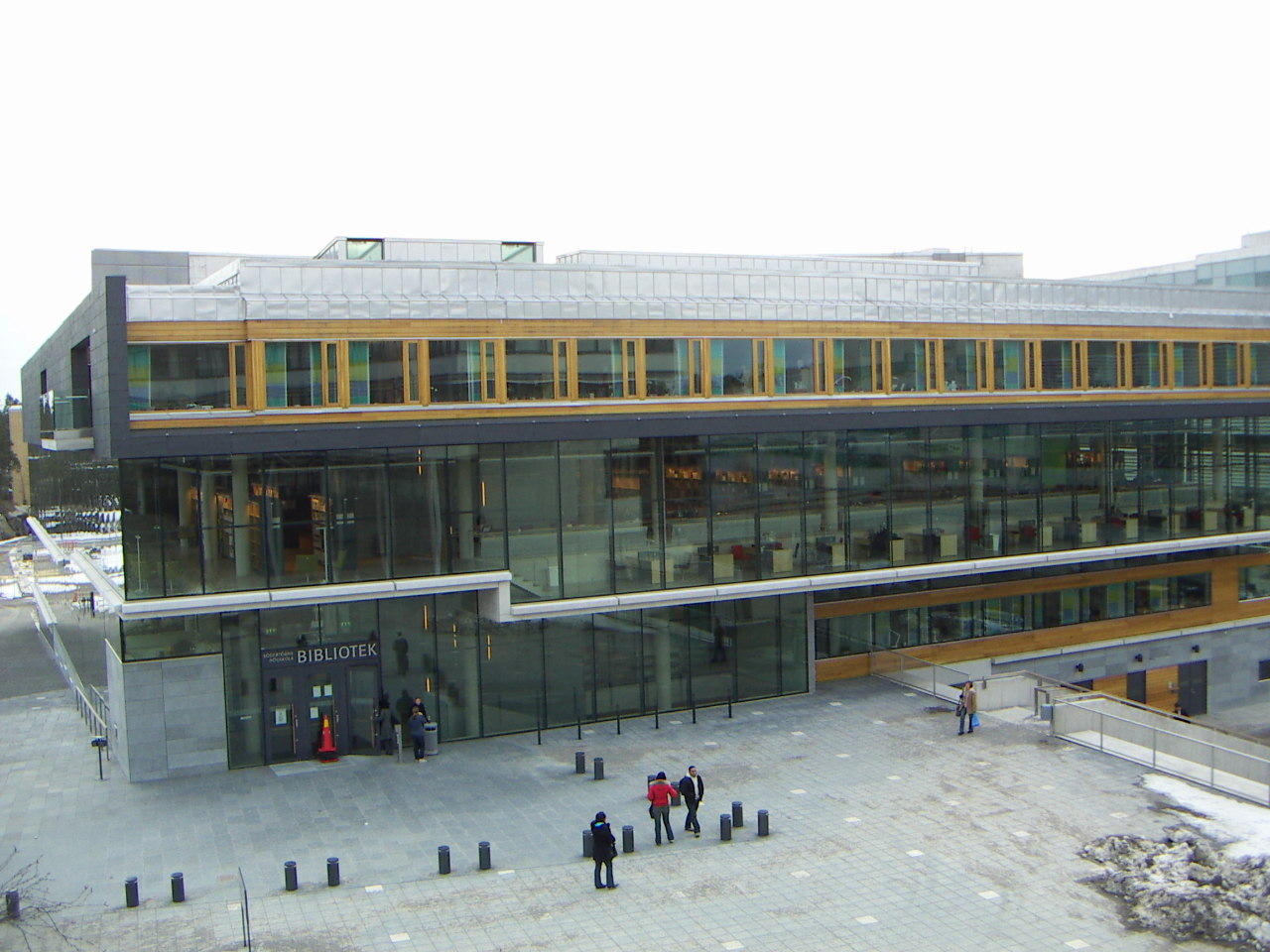
Södertörns högskolebibliotek.

Enligt statistik från Kungliga biblioteket hade Södertörns högskolebibliotek år 2020 ett bestånd av 140 807 tryckta böcker, 15 579 e-böcker samt 15 813 e-tidskrifter. Genom en donation från Nordiska museet 2003 har biblioteket också en samling äldre dissertationer från bland annat universiteten i Uppsala, Lund, Åbo och Greifswald. Avhandlingarna är utgivna under 1600-, 1700 och 1800-talen och ca 14 000 till antalet.